# Чиршкасы (Синьяльское сельское поселение)
Чиршкасы́ (чув. Чăрăшкасси) — деревня в Чебоксарском районе Чувашской Республики. Входит в состав Синьяльского сельского поселения.

## География
Находится в северной части Чувашии на расстоянии приблизительно 6 км на северо-восток от районного центра — посёлка Кугеси.

## История
Известна с 1747 года, когда в ней (тогда — выселок деревни Байзарина, ныне Ильбеши) было учтено 19 дворов. В 1858 году было 92 жителя, в 1897 — 122, в 1906 году 28 дворов и 162 жителя, в 1926 — 37 дворов и 176 жителей, в 1939 — 178 человек. В 1979 году было учтено 114 жителей. В 2002 году 40 дворов, в 2010 — 32 домохозяйства. В период коллективизации был организован колхоз «Ударник», в 2010 году действовал СХПК им. Кадыкова.

## Население
| 2010 | 2012 |
| ---- | ---- |
| 99   | →99  |

Постоянное население составляло 99 человек (чуваши 93 %) в 2002 году.